# Lisa Sheridan
Lisa Sheridan (Macon, 5 dicembre 1974 – New Orleans, 25 febbraio 2019) è stata un'attrice statunitense.

## Biografia
Sheridan è nata a Macon, in Georgia, dove si è laureata alla Mount de Sales Academy. Ha frequentato la Carnegie Mellon School of Drama di Pittsburgh, in Pennsylvania.

## Carriera
In televisione, Sheridan ha interpretato Chloe Tanner in FreakyLinks, Larkin Groves in Invasion e Vivian Winters in Legacy. È anche apparsa su Journeyman. Ha recitato in alcuni episodi di varie serie, tra cui tre episodi di CSI: Miami e Still the King. L'ultima apparizione di Sheridan è stata il ruolo principale nel film del 2018, Strange Nature.

## Vita privata
Sheridan è stata fidanzata con Ron Livingston fino al 2003. Si sono incontrati quando hanno lavorato al film Beat nel 2000.

## Morte
Sheridan è morta il 25 febbraio 2019, all'età di 44 anni, nella sua casa di New Orleans. Il 3 maggio 2019 l'ufficio del coroner della città di New Orleans ha stabilito che le cause della morte erano complicazioni dovute all'alcolismo cronico, con l'abuso di benzodiazepina e una lesione cerebrale da una caduta precedente.

## Filmografia

### Cinema
- Beat, regia di Gary Walkow (2000)
- Pirates, regia di Eric McCormack - cortometraggio (2003)
- L'uomo dei miei sogni (Carolina), regia di Marleen Gorris (2003)
- McCartney's Genes, regia di Jason S. Dennis (2008)
- Tiny Little Words, regia di Brandon McCormick - cortometraggio (2012)
- Elsa & Fred, regia di Michael Radford (2014)
- Un magico Natale (A Magic Christmas), regia di R. Michael Givens (2014)
- Sick Day, regia di Dustin Elm - cortometraggio (2014)
- Only God Can, regia di Randall Owens (2015)
- A Christmas Eve Miracle, regia di R. Michael Givens (2015)
- Strange Nature, regia di James Ojala (2018)

### Televisione
- Una bionda per papà (Step by Step) – serie TV, episodio 6x16 (1997)
- Da un giorno all'altro (Any Day Now) – serie TV, episodio 1x02 (1998)
- Legacy – serie TV, 15 episodi (1998-1999)
- Un detective in corsia (Diagnosis: Murder) – serie TV, episodio 7x06 (1999)
- FreakyLinks – serie TV, 13 episodi (2000–2001)
- The Practice - Professione avvocati (The Practice) – serie TV, 1 episodio (2003)
- Las Vegas – serie TV, 1 episodio (2004)
- CSI - Scena del crimine (CSI: Crime Scene Investigation) – serie TV, 1 episodio (2004)
- Detective Monk (Monk) – serie TV, episodio 3x08 (2004)
- Senza traccia (Without a Trace) – serie TV, 1 episodio (2005)
- Squadra Med - Il coraggio delle donne (Strong Medicine) – serie TV, 1 episodio (2005)
- Invasion – serie TV, 22 episodi (2005–2006)
- 4400 (The 4400) – serie TV, 1 episodio (2007)
- Moonlight – serie TV, 1 episodio (2007)
- Journeyman – serie TV, 6 episodi (2007)
- Conspiracy – serie TV, 1 episodio (2007)
- CSI: Miami – serie TV, 3 episodi (2007-2008)
- Shark - Giustizia a tutti i costi (Shark) – serie TV, 1 episodio (2008)
- Saving Grace – serie TV, 1 episodio (2008)
- The Mentalist – serie TV, 1 episodio (2009)
- NCIS - Unità anticrimine (NCIS) – serie TV, episodio 7x09 (2009)
- Miracolo d'amore (Healing Hands), regia di Bradford May – film TV (2010)
- CSI: NY – serie TV, 1 episodio (2011)
- Private Practice – serie TV, 1 episodio (2011)
- Il gioco della vendetta (Home Invasion ), regia di Doug Campbell – film TV (2012)
- Scandal – serie TV, 1 episodio (2013)
- Perception – serie TV, episodio 2x04 (2013)
- Category 5, regia di Rob King – film TV (2014)
- Halt and Catch Fire – serie TV, 2 episodi (2014)
- Rivoglio mia figlia (Taken Away), regia di Michael Feifer – film TV (2014)
- The Fosters – serie TV, 1 episodio (2016)
- Still the King – serie TV, 3 episodi (2016)
- Murder in the First – serie TV, 1 episodio (2016)

## Doppiatrici italiane
Nelle versioni in italiano delle opere in cui ha recitato, Lisa Sheridan è stata doppiata da:
- Francesca Fiorentini in CSI - Scena del crimine, Perception
- Irene Di Valmo in CSI: Miami
- Emilia Costa in NCIS - Unità anticrimine
- Giò Giò Rapattoni in CSI: NY
- Jolanda Granato in Private Practice
- Elena Canone in Scandal
- Daniela Abbruzzese in The Fosters